# Teorema de la convergencia dominada

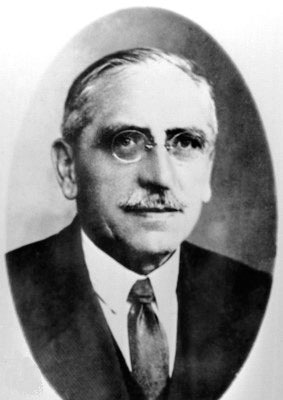
Henri-Léon Lebesgue

En matemáticas, el teorema de la convergencia dominada también conocido como el teorema de la convergencia dominada de Lebesgue es uno de los principales teoremas que involucran la integral de Lebesgue. Tiene grandes aplicaciones en la construcción de espacios funcionales como el espacio {\displaystyle L^{p}}.

## Teorema
Sea {\displaystyle \{f_{n}\}} una sucesión de funciones integrables, la cual converge puntualmente a una función medible {\displaystyle f}. Si existe una función {\displaystyle g} integrable cumpliendo que para todo {\displaystyle n} se da la desigualdad {\displaystyle |f_{n}|\leq g}; entonces la función {\displaystyle f} es integrable con {\displaystyle \int fd\mu =\lim \int f_{n}d\mu .}